# Dilacinia badialis
Dilacinia badialis là một loài bướm đêm trong họ Crambidae.